# Gruzełek szkarłatny

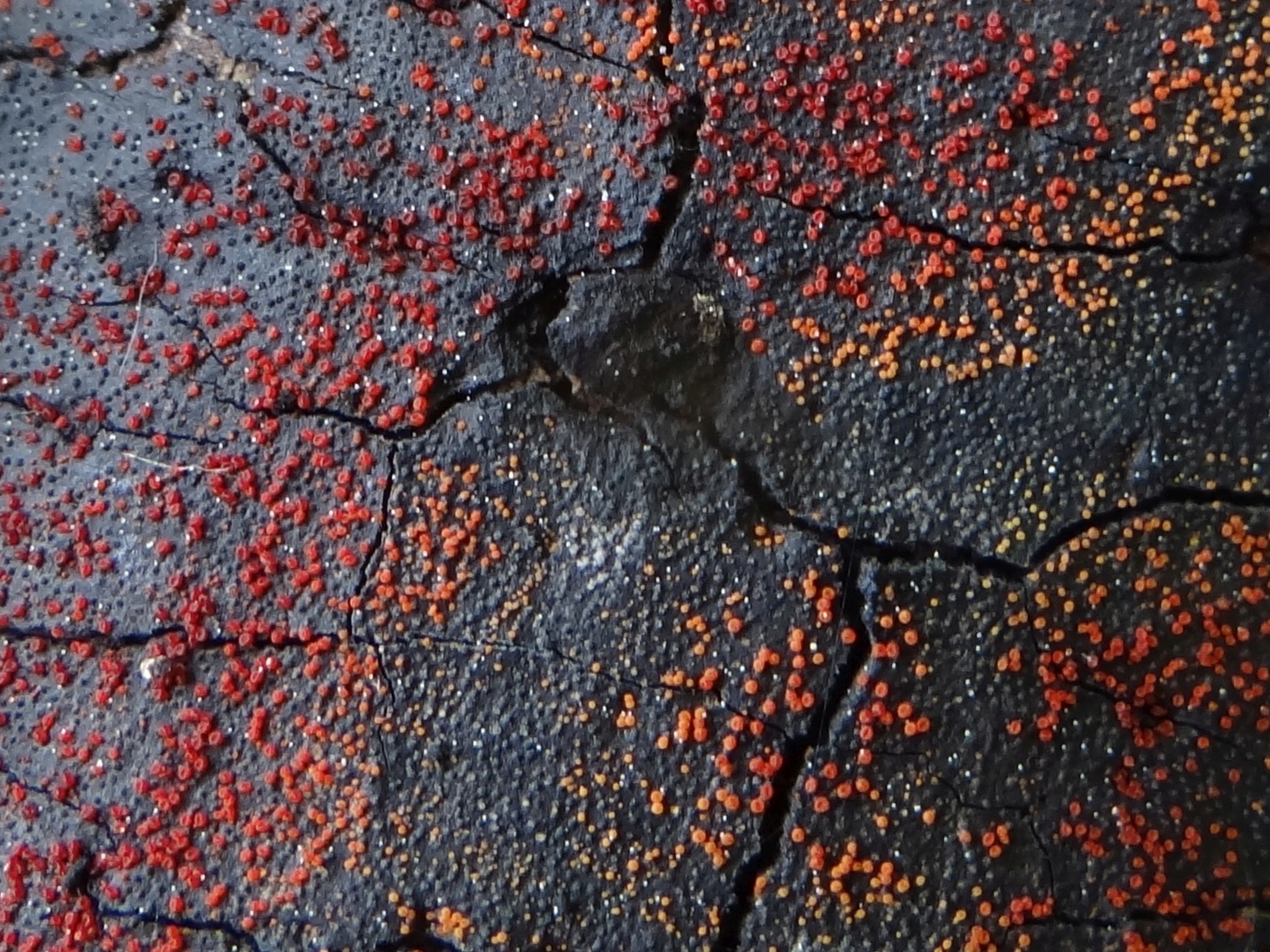
Owocniki na korze buka

Gruzełek szkarłatny (Neonectria coccinea (Pers.) Rossman & Samuels) – gatunek grzybów z rodziny gruzełkowatych (Nectriaceae).

## Systematyka i nazewnictwo
Pozycja w klasyfikacji według Index Fungorum: Nectriaceae, Hypocreales, Hypocreomycetidae, Sordariomycetes, Pezizomycotina, Ascomycota, Fungi.
Po raz pierwszy zdiagnozował go w 1800 r. Christiaan Hendrik Persoon nadając mu nazwę Sphaeria coccinea. Obecną, uznaną przez Index Fungorum nazwę nadali mu w 1999 r. Rossman i Samuels.
- Chitinonectria coccinea (Pers.) M. Morelet 1968
- Creonectria coccinea (Pers.) Seaver 1909
- Cucurbitaria coccinea (Pers.) Gray 1821
- Nectria coccinea (Pers.) Fr. 1849
- Nectria coccinea var. longiconia Wollenw. 1928
- Nectria coccinea var. minor Wollenw. 1928
- Nectria coccinea var. sanguinella Wollenw. 1926
- Sphaeria coccinea Pers. 1800
- Sphaeria coccinea Pers. 1800, var. coccinea
- Sphaeria mori Sowerby

(na podstawie Index Fungorum)

## Morfologia
Owocnik
Tworzy owalne lub kuliste perytecja o średnicy 0,25–0,35 mm i gładkiej powierzchni z ostrymi, często ciemniejszymi brodawkami. Początkowo mają pomarańczowy, potem szkarłatny kolor, później stają się ciemniejsze, bardziej brunatne. Zazwyczaj tworzą się w grupach po 5-35 na wspólnej podkładce na korze drewna. Gdy rozwija się na odsłoniętym drewnie, często tworzy perytecja, rozproszone i bez podkładek.
Cechy mikroskopowe
Worki o rozmiarach 75-100 × 7–10 μm, cylindryczne z zaokrąglonym wierzchołkiem. W każdym powstaje w jednym rzędzie po 8 hialinowych askospor z jedną przegrodą, o nieco brodawkowatej powierzchni i rozmiarach 12-15 × 5–6 μm. Strzępki o barwie żółtawo-białej do szarobrązowej. Wytwarzają dwa rodzaje zarodników konidialnych: mikrokonidia i makrokonidia. Cylindryczne, o zaokrąglonych końcach mikrokonidia mają rozmiar 4-9 × 1,5–3 μm, są lekko zakrzywione i mogą tworzyć przegrody. Powstają początkowo na bocznych strzępkach, ale potem na dobrze rozwiniętych konidioforach. Makrokonidia rozwijają się później z nieco większych strzępek, niż te, na których powstają mikrokonidia. Są hialinowe, cylindryczne, zwężające się lekko w kierunku wierzchołka i podstawy. Dojrzewają po 3–7 dniach i mają rozmiar 46-80 × 6–7 μm. Chlamydospory tworzą się rzadko, często z komórek makrokonidiów.

## Występowanie i siedlisko
Jest rozprzestrzeniony na całym świecie. W Polsce gatunek pospolity.
Rozwija się na korze martwych drzew. W Polsce notowano jego występowanie na klonie jaworze, brzozie omszonej, grabie pospolitym, wiśni ptasiej, buku pospolitym, lipach drobnolistnych i wierzbach. Wywołuje raka gruzełkowego drzew liściastych.
Saprotrof i pasożyt. Zjawisko pasożytniczego trybu życia opisano tylko w Europie na bukach, w innych rejonach świata rozwija się prawdopodobnie tylko jako saprotrof. U buków europejskich powoduje chorobę kory. Infekcji dokonują askospory roznoszone przez wiatr. Wnikają do drzewa przez uszkodzenia kory lub przez rany spowodowane przez owady.

## Gatunki podobne
Bardzo podobne, również szkarłatne owocniki tworzy Dialonectria episphaeria, ale na podkładkach niektórych gatunków grzybów.